# マンガ・エロティクス・エフ
『マンガ・エロティクス・エフ』は、太田出版から発行されていた日本の隔月刊漫画雑誌。2001年1月に月刊で創刊。2002年から隔月刊。発売日は奇数月7日。2014年7月発行の88号で休刊。2025年4月9日からWebサイトとして復活している。

## 歴史

### 雑誌
2001年1月創刊。太田出版から発行されていた漫画雑誌である季刊『マンガ・エロティクス』と月刊『マンガエフ』が合併する形で新創刊された（ただし、その後も『マンガ・エロティクス』は何度か不定期に刊行されている。）。創刊当時は月刊だったが、2002年5月発行の第15号から隔月刊となった。2014年7月発行の88号で休刊。
連載作品の一部は、同社のウェブコミック・小説配信サイトぽこぽこへ移行。その後、ぽこぽこが2016年に休止しOhta Web Comicへ移行している。
漫画家の山本直樹がスーパーバイザーとしてクレジットされており、自身も作品を執筆するほか、新人賞の審査員を務めるなど、誌面の形成に深く参加している。誌名に反して、直接的な性的表現のない作品も多く掲載している。成人向け漫画やボーイズラブを主に手がける漫画家のほか、青年誌や女性コミック誌などで活動する漫画家も多く起用しており、多様な作品を掲載していることが特徴である。
山本直樹が審査員長を務めるマンガ募集コーナー太田エロティック・マンガ賞は、太田出版ウェブサイトで引き続き募集している。

### Webで復活
2024年11月29日、本誌の意思を継承し「今にこそ表現されるべき「多様な性のあり方」と、決して他者に害されることのない「主体的でオープンなエロ」を表現する場を作ること」を目的とした新たなプロジェクトが展開され、Webサイトをオープン。プロジェクトの第1弾では本誌掲載作品のアーカイブを公開。一部掲載作品では関連作品が含まれる。2025年春から第2弾としてWeb上で作品が公開されると発表された。
2025年4月9日に復活を果たし、第1弾の作品として古屋兎丸の『僕たちの心中』を公開。4月16日には第2弾として池田明久実の『イヴとアダム』が公開されている。

## 復活後の連載作品
- 僕たちの心中（古屋兎丸）：2025年4月9日[2] -
- イヴとアダム（池田明久実）：2025年4月16日[6] -
- 山本直樹 最新作品集（山本直樹）：2025年7月9日[7] - ←『Ohta Web Comic』から移籍[7]
- かわいくないかわいいあの子（小骨トモ）：2025年7月23日[8] -

## 主な連載作品
- 幾百星霜（雁須磨子）
- インノサン少年十字軍（古屋兎丸）
- ウツボラ（中村明日美子）
- うみべの女の子（浅野いにお）
- 終わりと始まりのマイルス（鬼頭莫宏）
- 回游の森（灰原薬）
- 侍ばんぱいや（おがきちか）
- 関根くんの恋（河内遙）
- 美少年名言集（桂明日香）
- べっちんとまんだら（松本次郎）
- 僕とおませちゃん（柘植文）
- 無法使いアッポちゃん（羽生生純）
- 夢見る古都（星野リリィ）
- 殻都市の夢（鬼頭莫宏）
- 愛がなくても喰ってゆけます。（よしながふみ）
- 青い花（志村貴子）
- 赤い文化住宅の初子（松田洋子）
- あつめもの（駕籠真太郎）
- 美しい美しい美しい（高口里純）
- キナコタイフーン（渡辺ペコ）
- ケーキを買いに（河内遙）
- コペルニクスの呼吸（中村明日美子）
- 紺野さんと遊ぼう（安田弘之）
- SHEEP（吾嬬竜孝）
- Jの総て（中村明日美子）
- GENTE〜リストランテの人々〜（オノ・ナツメ）
- 社会不適合者の穴（田村マリオ）
- 新家族計画（卯月妙子）
- そこはぼくらの問題ですから（桂明日香）
- どうにかなる日々（志村貴子）
- トラや（南Q太）
- 熱帯のシトロン Psychedelic witch story（松本次郎）
- パパイヤ軍団☆（青木光恵）
- 秘密の新選組（三宅乱丈）
- ファミリーレストラン（雁須磨子）
- 堀田（山本直樹）
- マダムとお遊戯（松苗あけみ）
- 未開の惑星（松本次郎）
- ライチ☆光クラブ（古屋兎丸、原作：東京グランギニョル）
- ラビパパ（安田弘之）
- リストランテ・パラディーゾ（オノ・ナツメ）
- 六識転想アタラクシア（駕籠真太郎）
- ブラッドハーレーの馬車（沙村広明）
- バベルの図書館（つばな）

## その他、過去の主な執筆陣
- 安彦麻理絵
- 犬上すくね
- 犬彦・フィッツジェラルド
- 卯月妙子
- 榎本ナリコ
- 小田扉
- 小野塚カホリ
- 小畑健
- 華倫変
- かわかみじゅんこ
- 楠本まき
- 近藤ようこ
- 朔ユキ蔵
- 砂
- ターニャ谷
- 高浜寛
- 田島昭宇
- chicken
- 月子
- 月森雅子
- 畑中純
- 羽央
- 比古地朔弥
- ひだまりん
- 深谷陽
- 福山庸治
- 藤原薫
- フレデリック・ボワレ
- 町田ひらく
- 町野変丸
- 松本耳子
- みぎわパン
- 山口綾子
- 山田参助
- やまだないと
- 横川真矢
- 葭路豆子

## 映像化作品

### アニメ化
| 作品                                                   | 放送年 | アニメーション制作              | 備考                                                                                                 |
| ------------------------------------------------------ | ------ | ------------------------------- | --- |
| リストランテ・パラディーゾ GENTE〜リストランテの人々〜 | 2009年 | david production                | 『NOISE』枠での放送                                                                                  |
| 青い花                                                 | 2009年 | J.C.STAFF                       | 『NOISE』枠での放送                                                                                  |
| ライチ☆光クラブ                                        | 2012年 | 勝鬨スタジオ ベルズンウィッスル | タイトルは「ライチ DE 光クラブ」 約2分半の短編FLASHアニメーション 原作は東京グランギニョルの演劇作品 |

| 作品             | 公開年 | アニメーション制作           | 備考 |
| ---------------- | ------ | ---------------------------- | ---- |
| どうにかなる日々 | 2020年 | ライデンフィルム京都スタジオ |      |

### 実写化
| 作品             | 放送年 | 制作 | 備考                 |
| ---------------- | ------ | ---- | -------------------- |
| 紺野さんと遊ぼう | 2008年 | ダブ | 18分のショートドラマ |
| ウツボラ         | 2023年 | N/A  |                      |

| 作品               | 公開年 | 配給           | 備考     |
| ------------------ | ------ | -------------- | -------- |
| 赤い文化住宅の初子 | 2007年 | スローラーナー |          |
| うみべの女の子     | 2021年 | スタイルジャム | R15+指定 |

| 作品     | 発売年 | 制作                   | 備考 |
| -------- | ------ | ---------------------- | ---- |
| ラビパパ | 2007年 | ブースタープロジェクト |      |